# Skambankt
Skambankt es una banda rock/punk de Noruega. Fue formada en 1994, pero no estaba hasta 2004, el grupo lanzaron su primero disco Skambankt. En 2005, lanzaron su segundo disco Skamania. 
En 29 de enero de 2007, lanzaron su tercer disco Eliksir.
Su cuarto álbum, titulado Hardt Regn, fue publicado en 2009 y en 2010 han sacado a la venta su quinto trabajo, Søvnløs.

## Los Miembros de la banda
- Ted Winters – vocalista, guitarra
- Hanz Panzer – guitarra, coros
- Don Fist – bajo, coros
- Bones Wolsman – batería

Anterior miembros
- Tom Skalle – batería